# Let's Think About Living
Let's Think About Living är en sång skriven av Boudleaux Bryant, och inspelad av Bob Luman 1960.
Dansbandet Sven-Ingvars (då Sven-Ingvars kvartett) har gjort en snabb cover av låten på sin första EP 1960-1961.

## Listplaceringar
| Lista (1960) | Topplacering |
| ------------ | ------------ |
| Norge        | 3            |

### Fotnoter
1. ↑  ”Let's Think About Livin'”. Norwegiancharts. 1960-1961. http://norwegiancharts.com/showitem.asp?interpret=Bob+Luman&titel=Let%27s+Think+About+Living&cat=s. Läst 8 juni 2013.